# Oxid americitý
Oxid americitý (Am2O3) je jedním z oxidů americia, které je v něm přítomno v oxidačním stavu III. Je radioaktivní.

## Příprava
Oxid americitý lze připravit zahřátím oxidu americičitého ve vodíku při teplotě 600 °C:
2 AmO2 + H2 → Am2O3 + H2O

## Vlastnosti
Oxid americitý krystalizuje v několika polymorfních formách. Hexagonální forma je žlutohnědá s mřížkovými parametry a = 3,817 Å, c = 5,971 Å. Kubická forma je červenohnědá, jako kaki a krystalizuje s mřížkovým parametrem a = 11,03 Å. Kubická forma přechází na hexagonální při zahřátí na 800 °C.